# Asuan (muhafaza)

Lokalizacja muhafazy

Flaga muhafazy

Asuan (arab. أسوان) – prowincja gubernatorska (muhafaza) w Egipcie. Położona jest najbardziej na południe w Górnym Egipcie, po obu stronach Nilu. Zajmuje powierzchnię 62 726 km². Stolicą administracyjną jest Asuan. Według spisu powszechnego w listopadzie 2006 roku populacja muhafazy liczyła 1 186 482 mieszkańców, natomiast według szacunków 1 stycznia 2015 roku zamieszkiwało ją 1 431 488 osób.